# رجب ابراهیمی
رجب ابراهیمی کورعباسلو (فرهاد) (زاده آبان ۱۳۱۴ – درگذشته ۱۹ بهمن ۱۳۹۷) از شاعران و ترانه سرایان موسیقی سنتی آذربایجان بود. او در روستای کورعباسلو از توابع شهرستان نیر در اردبیل به دنیا آمد. پس از آشنایی با علی سلیمی اشعار «آغلاما»، «آچیل سحر» و «آیریلیق» را نوشت و علی سلیمی آهنگ‌سازی آن‌ها را انجام داد و خانم وارتوش (همسر علی سلیمی) اجرا کرد.

## داستان یک ترانه
در سال ۱۳۳۷ آشنایی وی با علی سلیمی آهنگساز و نوازنده تار شروع همکاری مشترک بود. ترانه‌های آغلاما، هاراگتدین، آیریلیق حاصل همکاری مشترک وی با علی سلیمی، رشید بهبوداف در سال ۱۳۳۹ بود.

## نگارخانه

دست خط شعر آیریلیق
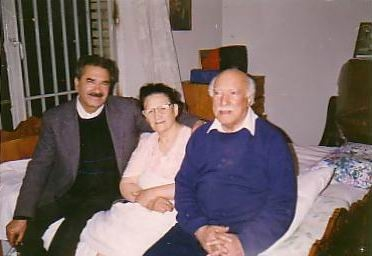
سلیمی و ابراهیمی